# 1414 Jérôme
Az 1414 Jérôme (ideiglenes jelöléssel 1937 CE) a Naprendszer kisbolygóövében található aszteroida. Louis Boyer fedezte fel 1937. február 12-én, Algírban.